# Deutsche Senioren-Hallenmeisterschaften

Logo vom Deutschen Leichtathletik-Verband

Deutsche Senioren-Hallenmeisterschaften sind Deutsche Meisterschaften der Leichtathletik. Sie wurden 2002 erstmals ausgetragen.
Veranstalter ist der Deutsche Leichtathletik-Verband (DLV) in Verbindung mit einem Landes- und ggf. örtlichen Ausrichter.
Die Sportler werden entsprechend ihrer Altersgruppe gewertet.

## Deutsche Senioren-Hallenmeisterschaften
| Nr. | Jahr | Datum                   | Ort           | Austragungsstätte                       | Ergebnisse        |
| --- | ---- | ----------------------- | ------------- | --------------------------------------- | ----------------- |
| 01. | 2002 | 23./24. Februar         | Erfurt        | Leichtathletikhalle Erfurt              | Ergebnisliste     |
| 02. | 2003 | 8./9. Februar           | Halle (Saale) | Sporthalle Brandberge                   | Ergebnisliste     |
| 03. | 2004 | 28./29. Februar         | Potsdam       | Sport- und Freizeitpark Luftschiffhafen | Ergebnisliste     |
| 04. | 2005 | 26./27. Februar         | Düsseldorf    | Leichtathletikhalle im Arena-Sportpark  | Ergebnisliste     |
| 05. | 2006 | 11./12. Februar         | Erfurt        | Leichtathletikhalle Erfurt              | Ergebnisliste     |
| 06. | 2007 | 24./25. Februar         | Düsseldorf    | Leichtathletikhalle im Arena-Sportpark  | Ergebnisse        |
| 07. | 2008 | 29. Februar bis 2. März | Erfurt        | Leichtathletikhalle Erfurt              | Ergebnisse        |
| 08. | 2009 | 28. Februar/1. März     | Düsseldorf    | Leichtathletikhalle im Arena-Sportpark  | Ergebnisse        |
| 09. | 2010 | 13./14. Februar         | Sindelfingen  | Glaspalast                              | Ergebnisliste     |
| 10. | 2011 | 12./13. Februar         | Erfurt        | Leichtathletikhalle Erfurt              | Ergebnisliste     |
| 11. | 2012 | 3./4. März              | Erfurt        | Leichtathletikhalle Erfurt              | Ergebnisliste     |
| 12. | 2013 | 23./24. Februar         | Düsseldorf    | Leichtathletikhalle im Arena-Sportpark  | Ergebnisliste     |
| 13. | 2014 | 1./2. März              | Erfurt        | Leichtathletikhalle Erfurt              | Ergebnisliste     |
| 14. | 2015 | 28. Februar/1. März     | Erfurt        | Leichtathletikhalle Erfurt              | Ergebnisliste     |
| 15. | 2016 | 13./14. Februar         | Erfurt        | Leichtathletikhalle Erfurt              | Ergebnisse        |
| 16. | 2017 | 4./5. März              | Erfurt        | Leichtathletikhalle Erfurt              | Ergebnisliste     |
| 17. | 2018 | 2. bis 4. März          | Erfurt        | Leichtathletikhalle Erfurt              | Ergebnisse        |
| 18. | 2019 | 1. bis 3. März          | Halle (Saale) | Sporthalle Brandberge und Wurfzentrum   | Ergebnisliste     |
| 19. | 2020 | 28. Februar bis 1. März | Erfurt        | Leichtathletikhalle Erfurt              | Ergebnisübersicht |
| –   | 2021 | 26. bis 28. Februar     | abgesagt      | abgesagt                                | abgesagt          |
| 20. | 2024 | 2. bis 3. März          | Dortmund      | Helmut-Körnig-Halle                     | Ergebnisübersicht |